# سیروس
سیروس یک نام کوچک است.
سیروس یونانی شدهٔ نام فارسی کوروش است. افراد شاخص با این نام عبارتند از:
- کوروش بزرگ یا سیروس (تلفظ کوروش در برخی کشورهای اروپایی)
- سیروس شمیسا
- سیروس طاهباز
- سیروس مهدوی
- سیروس مقدم
- سیروس الوند
- سیروس ابراهیم‌زاده
- سیروس گرجستانی
- سیروس قایقران
- سیروس قهرمانی
- سیروس حبیب
- سیروس وقوعی
- سیروس ناصری

## جستار(های) وابسته
- شباهنگ (ستاره) یا سیروس، نام یک ستاره